# Al-Ghajda (Syria)
Al-Ghajda (arab. الغيضة) – wieś w Syrii, w muhafazie As-Suwajda. W 2004 roku liczyła 385 mieszkańców.